# Berserker (serie de romane)
Seria Berserker este o serie de operă spațială science fiction formată din povestiri scurte și romane scrise de către Fred Saberhagen, în care mașini robotice auto-replicatoare dotate cu oarecare inteligență artificială se străduiesc să distrugă toată viața din univers. 
Aceste sonde spațiale robotice denumite Berserker, numite după războinicii umani berserker din mitologia nordică, sunt arme apocaliptice care au rămas în urma unui război interstelar între două rase de extratereștri. Toate sondele au inteligență artificială, iar dimensiunile lor variază de la un asteroid, în cazul unei baze automate de reparare și construcție, până la dimensiunea și forma umană sau mai mică. Bazele Berserker sunt capabile, în caz de necesitate, să producă și mai multe sonde Berserker care să fie și mai mortale.   
Povestirile seriei Berserker (publicate sub formă de romane și povestiri scurte) descriu lupta dintre Berserker și specia simțitoare din galaxia Calea Lactee : Homo sapiens (numiți ca oameni "descendenți ai Pământului" sau "solarieni") singura specie simțitoare din Calea Lactee suficient de agresivă pentru a contracara Berserkers.

## Primele apariții
Prima poveste "Without a Thought" (inițial publicată sub numele de "Fortress Ship")  (1963) a fost, în principiu, o povestire puzzle, al cărei protagonist trebuie să găsească o modalitate de a simula inteligența pentru a păcăli un inamic încercând să determine dacă există vreo ființă conștientă de sine într-o navă spațială. 
Saberhagen a venit cu Berserker ca rațiune pentru povestea momentului, dar conceptul de bază a fost atât de fructuos, cu atâtea ramificații posibile, încât a folosit-o ca bază a multor povestiri viitoare. O temă comună în povestirile sale se referă la modul în care slăbiciunile și inconsecvențele aparente ale ființelor vii reprezintă de fapt forțele care duc la înfrângerea eventuală a mașinilor ucigașe. 
A doua povestire, "Goodlife" (1963), introduce trădători sau colaboratori umani care cooperează cu mașinile Berserker ca să rămână în viață cât mai mult timp. 

## Fundal
Berserkerii originali au fost proiectați și construiți ca o armă finală, de către o rasă cunoscută acum doar ca Builders - Constructori, pentru a-i elimina complet pe rivalii săi, Rasa Roșie, într-un război care a avut loc la un moment dat în epoca paleolitică a Pământului. Constructorii nu și-au asigurat propriile imunități împotriva atacului Berserker sau au pierdut aceste garanții printr-o defecțiune necunoscută care a schimbat programarea Berserker și au fost exterminați de propria lor creație la scurt timp după distrugerea Rasei Roșii. Berserkerii au pornit apoi în întreaga galaxie pentru a executa programul lor de bază, care a devenit acela de a distruge, pur și simplu, toată viața ori de câte ori o găsesc. 
O premisă similară, deși la o scară mult mai mică, a fost introdusă anterior de Walter M. Miller, Jr. în scurta poveste "I Made You" din 1954, descrisă de criticul N. Samuelson ca fiind "o schiță a unui ucenic al unui vrăjitor, despre o mașină de război de pe Lună care ucide pe oricine se află în raza sa de acțiune, inclusiv pe unul dintre programatorii săi, totul deoarece circuitele sale de control au fost deteriorate".

## Vezi și
- Sondă Berserker
- Sondă Bracewell